# Municipio de East Deer
El municipio de East Deer (en inglés, East Deer Township) es un municipio del condado de Allegheny, Pensilvania, Estados Unidos. Tiene una población estimada, a mediados de 2022, de 1452 habitantes.

## Geografía
Está ubicado en las coordenadas 40°35′32″N 79°46′59″O / 40.59222, -79.78306 (40.592312, -79.783101).

## Demografía
Según la estimación 2018-2022 de la Oficina del Censo, los ingresos medios de los hogares son de $63 000 y los ingresos medios de las familias son de $83 676. Alrededor del 14.8% de la población está por debajo de la línea de pobreza.